# نياز

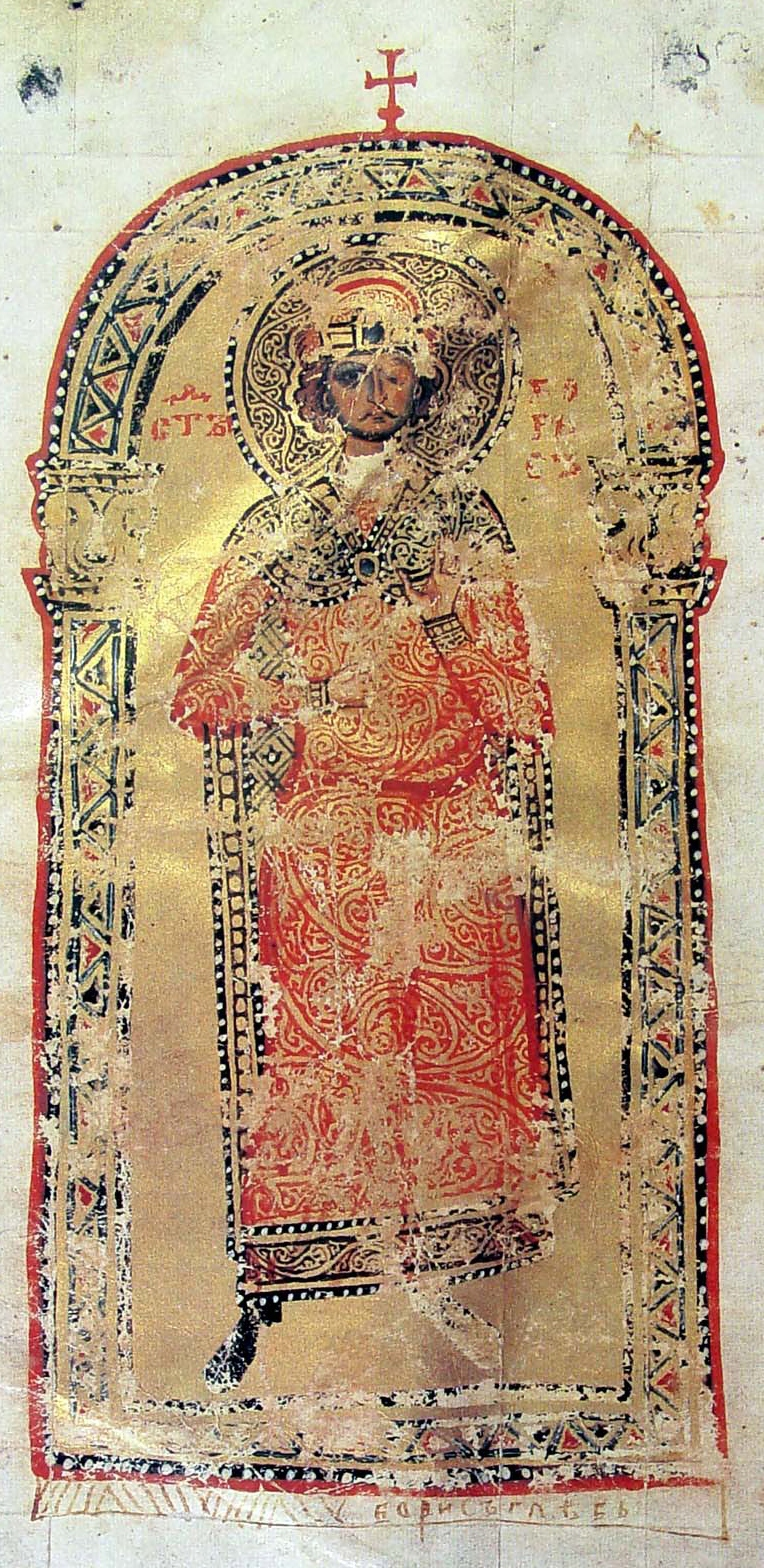
حتى بوريس الأول (852 – 889) كان اللقب المخصص للملوك البلغاريين هو نياز (Knyaz). وقد تبنى ابنه سيمون الأول (893–927) لقب القيصر (الإمبراطور) الذي أصبح لقب الحكام البلغاريين اللاحقين.

نياز أو نييز أو نيز هو اللقب السلافي الذي وجد في معظم اللغة السلافية التي تشير إلى الملكية مرتبة النبلاء. وعادةً ما تترجم إلى اللغة الإنجليزية إما إلى الأمير أو الدوق بشكل أقل شيوعًا.
في الفاتيكان (Vatican)، كان يشار إلى بعض من الأمراء والملوك الكرواتيين غير المتوجين، مثل الدوق تربيمير الأول والملك ستيفن درزيسلافك، باسم «دوكس كرواتوروم (Dux Croatorum)» أو «دوكس تشرواتوروم (Dux Chroatorum)». وعادةً ما يترجم المؤرخون لقب الدوق باسم «نييز»، لكنه ما زال موضوعًا للمناقشة منذ الاستخدام الشائع لاسم «نييز» في تعيين النبيل، ولكن ليس لتعيين السلطان أو الملك.
ولا يزال مصطلح نييز يُستخدم بشكل أكثر شيوعًا لترجمة كلمة «أمير» في الأدب البوسني والكرواتي والصربي. وهناك ترجمة أخرى لكلمة كرالجيفيك (kraljević) ((بالسلوفينية: kraljevič)‏) والتي تعني «الملك الصغير» أو «الملكي»، مثل ماركو كرالجيفيك (Kraljević Marko)، على الرغم من استخدام هذا المصطلح للإشارة إلى الأمير أو الأميرة المولودين لأسرة ملكية، ابن أو ابنة الملك. نييز يستخدم في هذه الأيام بشكل شائع جدًا في بعض الدول اليوغسلافية السابقة، وفي الغالب في كرواتيا (Croatia) ومونتنيغرو (Montenegro) وصربيا (Serbia)، ولكن بين المهاجرين في سلوفينيا (Slovenia) والبوسنة (Bosnia)
والاسم المؤنث المنسوخ بحروف اللغة الأخرى من البلغارية والروسية هو كنياغيانا (knyaginya) (княгиня)، كنياهيانا (княгиня) في الأوكرانية وكنيغنيجي (kneginja) في السلوفينية والكرواتية والصربية (بالصربية: кнегиња)‏. وفي اللغة الروسية، ابنة نياز هي نيازانا (knyazhna) (княжна) وفي اللغة الأوكرانية هي نيازيفنا (kniazivna) (князівна). وفي اللغة الروسية، ابن نياز هو نيازهيتش (knyazhich) (княжич) (الشكل القديم).
ويتم نطق هذا اللقب وكتابته بشكل متماثل في اللغات الأوروبية المختلفة. في اللغة الكرواتية والبوسنية واللغات السلافية الغربية، مثل البولندية والصربية، أشارت الكلمة في وقت لاحق إلى «الرب»، وباللغة التشيكية والبولندية والسلوفاكية تعني أيضًا «الكاهن» (ننيز (kněz)، كزيادز (ksiądz)، ناز (kňaz))، وكذلك «الدوق» (نيز (kněz)، نييز (kníže)، كزيازي (książę)، كنييزي (knieža).

## أصل المصطلح
أصل التسمية متماثل إلى حد كبير مع كلمة الملك الإنجليزية وكلمة الملك الألمانية وكلمة الملك السويدية. وكان الشكل البروتو-السالفيك هو kǔningǔ[بحاجة لمصدر] وkъnędzь والبلغاري هو knyaz والشرق السالفيك هو knyaz والبولندي هو ksiądz والصربي هو "кнез" والكرواتي والسلوفيني knez والبوسني هو knjez والتشيكي هو kníže الخ، وربما تمت استعارته بشكل مبكر جدًا من الشكل البروتو-جيرمانيك الملكية الجرمانية الغريب، وتمت استعارة الشكل عن طريق الفنلندية والإستونية (Kuningas).
في اللغة الفنلندية تتم ترجمة نياز على غرار كلمة ruhtinas («الأمير الحاكم»). وكلمة Ruhtinas مشتقة من الكلمة البروتو-جيرمانيك druhtinaz، التي يمكن ترجمتها على أنها «الجنرال». وكان القيصر في فنلندا يسمى رسميًا suuriruhtinas بعد إمارة فنلندا. وتعني كلمة Suuriruhtinas في الإنجليزية «الأمير الأكبر» وفي الروسية تعني velikiy knyaz.

## العصور الوسطى
لقد تغيّر معنى المصطلح على مر التاريخ. وقد استخدم المصطلح في البداية ليشير إلى زعيم القبيلة. وفي وقت لاحق، ومع تطور الدولة الإقطاعية، أصبح لقب حاكم الدولة، وكان بين سلافي الشرق (الروسية: (княжество) (kniazhestvo و(بالأوكرانية: (князівство) (kniazivstvo وتتم ترجمته بشكل تقليدي إلى دوقية أو إمارة)، على سبيل المثال، كيفيان روس (Kievan Rus'). وفي المصادر اللاتينية من القرون الوسطى كان اللقب ريكس (rex) أو ديوكس (dux).
وفي بلغاريا، نال سيمون لقب قيصر في عام 913. وفي "كييف روس، ونظرًا لزيادة درجة المركزية، حصل الحاكم على لقب فيليكي نياز (Velikii Kniaz) (Великий Князь) (وتتم ترجمتها الأمير الأكبر أو الدوق الأكبر، انظر الدوقات الروسية الكبرى). وقد حكم فيليكو نيازيستفو (Velikoe Knyazhestvo) (Великое Княжество) (الدوقية الكبرى)، بينما كان يطلق على حاكم المقاطعة التابعة (أديل (udel)، أوديلنوي نيازيستفو (udelnoe kniazhestvo) أو فولوست (volost)) لقب أوديلنوي نياز (udelny kniaz) أو ببساطة نياز.
وعندما أصبحت روس كييف مقسّمة في القرن الثالث عشر، استمر استخدام لقب نياز في دول السلافيين الشرقيين، بما في ذلك كييف (Kiev) وتشيرنيهيف (Chernihiv) ونوفغورود (Novgorod) وبيتشرسكيه وفلاديمير-سوزدال '(Vladimir-Suzdal') ومسكوفي (Muscovy) وتيفر (Tver) وهاليتش-فولينيا (Halych-Volynia) وفي دوقية ليتوانيا (Lithuania).

## روسيا

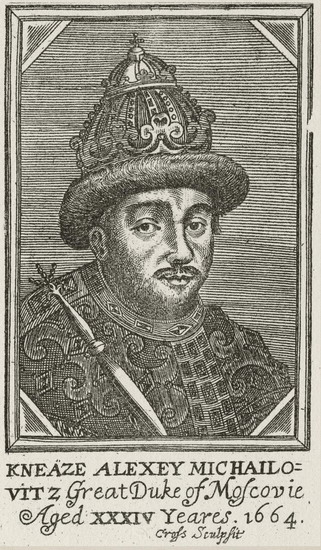
نياز أليكسي ميتشيلوفيتز (Kneaze Alexey Michailovitz)، 1664(القيصر أليكسيس (Alexis) الأول ملك روسيا).

نظرًا لأن قيصرية روسيا استولت على معظم كييف روس، تم تنصيب إيفان الرابع ملك روسيا في عام 1547 ليكون قيصر فيليكي نياز. ومنذ منتصف القرن الثامن عشر فصاعدًا، أعيد أحياء لقب فيليكي نياز للإشارة إلى (سلالة الذكور) من الأبناء والأحفاد من أباطرة الروس. انظر ألقاب أسرة القيصر لمزيد من التفاصيل.
استمر نياز ((الروسية: Кня́зь)، (الروسية: ˈknʲæsʲ، رومنة: IPA)) كلقب وراثي في طبقة النبلاء الروس المنحدرة من ناحية الأب من روريك (Rurik) (على سبيل المثال، بيلوزيرسكي (Belozersky) أو بيلوسيلسكي-بيلوزيرسكي (Belosselsky-Belozersky) أو ريبنين (Repnin) أو جورشكوف (Gorchakov)) أو غيديميناس (Gediminas) (على سبيل المثال، جاليتزيني (Galitzine) وتروبيتزكوي (Troubetzkoy)). كان يطلق على عضو أسرة روريكيد (Rurikid) أو جيديمينيد (Gedyminid) لقب الأمراء عندما حكموا إمارات صغيرة شبه سيادية في العصور الوسطى. وبعد أن تم استيعاب تملكهم للأراضي من مسكوفي، استقروا في محكمة موسكو (Moscow) وسمح لهم بالاستمرار بألقاب الإمارة.
وابتداءً من القرن الثامن عشر، تم منح اللقب أحيانًا من قبل القيصر، ولأول مرة من قبل بيتر العظيم لصاحبه ألكسندر مينشيكوف (Alexander Menshikov) ومن ثم من قبل كاثرين العظيمة (Catherine) لحبيبها غريغوري بوتيمكين (Grigory Potemkin). وبعد عام 1801، ومع اندماج جورجيا مع الإمبراطورية الروسية، ظهرت ألقاب مختلفة للعديد من النبلاء المحليين بشكل مثير للجدل في الروسية باسم «نياز». وبالمثل، أكد العديد من النبلاء التتار على حقهم في تنصيب أنفسهم «نيازين» نظرًا لأنهم من سلالة جنكيز خان (Genghis Khan).
انظر أيضًا مقالة «فليكي نياز (Velikiy Knyaz)» لمزيد من التفاصيل.
وفي النهاية، في داخل الإمبراطورية الروسية في الفترة من عام 1809 - 1917، كانت فنلندا تسمى بشكل رسمي الدوقية التي تتبع فنلندا (fi سيومن سيوريروهتناسكونتا (Suomen suuriruhtinaskunta) وsv ستروفورستيندوميت فنلندا (Storfurstendömet Finland) وru فيلكوي كنيازهيستوف فنياندسكوي (Velikoye Knyazhestvo Finlyandskoye)).

## البلقان
في القرن التاسع عشر، تم إحياء المصطلح الصربي نيز (кнез) والمصطلح البلغاري نياز (княз) للإشارة إلى الحكام شبه المستقلين في تلك الدول، مثل ألسكاندر كارادورديفك وألكساندر ملك بلغاريا. وقبل باتينبيرغ (Battenberg)، كان لقب نياز قد نشأ عن طريق سيمون الأول أثناء الإمبراطورية البلغارية الأولى (في الفترة من القرن التاسع إلى القرن العاشر). وطوال حكمه، تبنى سيمون لقب قيصر («الإمبراطور»)، كما فعل الحكام البلغاريون بعد استقلال الدولة بشكل رسمي في عام 1908.
وباستقلال بلغاريا في عام 1908، صار نياز فيرديناند القيصر فيرديناند وبدأ استخدام كلمات knyaz/knyaginya بدلاً من أبناء القيصر&nbsp؛– وريث العرش، على سبيل المثال، أخذ لقب نياز تارنوفسكي (Knyaz Tarnovski) («نياز تارنوفو»).
وفي بعض أجزاء من صربيا وبلغاريا الغربية، تم استخدام لقب نيز كلقب غير رسمي للكبير أو العمدة في القرية أو زادروجا (zadruga) حتى القرن التاسع عشر. ويطلق على هؤلاء gradonačelnik (صربيا) وградоначалник (جرادوناتشيالنك (gradonachalnik)) أو кмет (كيمت (kmet)) (بلغاريا).